# Лиепарс
Ли́епарс (Лиэпарс, Лепаре; устар. Лепарка, Лепар; латыш. Liepars, Liepare, Liepari) или Лепо́рас (лит. Lieporas) — река в Латвии и Литве. В Латвии течёт по территории Бауского и Елгавского краёв, в Литве — по территории Ионишкского района. Левый приток нижнего течения Свитене.
Длина — 43 км (по другим данным — 34 км). Начинается около деревни Ноцюнай, в 7 км к юго-востоку от местечка Крюкай, на территории Крюкайского староства в Литве. Преобладающим направлением течения является север. Устье Лиепарса находится в 16 км по левому берегу Свитене, восточнее населённого пункта Мазлауки, на границе Вирцавской и Яунсвирлаукской волостей Латвии. Уклон — 0,9 м/км (по другим данным — 0,83 м/км), падение — 39 м. Площадь водосборного бассейна — 63 км² (по другим данным — 64 км² или 80,2 км²). Средний расход воды в устье — 0,11 м³/с. Объём годового стока — 0,010 км³.